# Otto Besch
Otto Besch (* 14. Februar 1885 in Neuhausen, Ostpreußen; † 2. Mai 1966 in Kassel) war ein deutscher Komponist und Musikkritiker.

## Leben
Als Sohn eines Pfarrers besuchte Besch das Königliche Wilhelms-Gymnasium in Königsberg (Preußen). Nach dem Abitur studierte er Theologie an der Albertus-Universität Königsberg. Nach dem Staatsexamen wandte er sich ganz der Musik zu. Er studierte in Königsberg (Preußen) bei Otto Fiebach und in Berlin bei Philipp Rüfer am Stern’schen Konservatorium. Von 1910 bis 1914 war er schließlich Meisterschüler bei Engelbert Humperdinck an der Akademie der Künste (Berlin).
In der Zeit nach dem Ersten Weltkrieg arbeitete Besch zunächst als Musikkritiker für die Königsberger Hartungsche Zeitung, anschließend für die Königsberger Allgemeine Zeitung (1922–1939). Außerdem leitete er eine Kompositionsklasse am Konservatorium Königsberg. Als Musikschriftsteller war er auch Mitarbeiter verschiedener Fachzeitschriften und auswärtiger Tageszeitungen. In dieser Zeit lernte er bedeutende Musiker wie Igor Strawinsky, Richard Strauss, Wilhelm Furtwängler und Max Reger kennen.
In der Schlacht um Ostpreußen floh er Ende Januar 1945 nach Dänemark, wo er mit seiner Familie bis zum Herbst 1947 in einem Internierungslager lebte. Während dieser Zeit hielt er in den verschiedenen Flüchtlingslagern Vorträge über Musik.
Nach der Entlassung lebte Besch zunächst in Neuengamme bei Hamburg und wirkte als Musikkritiker für die Tageszeitung Die Welt und die Nachrichtenagentur dpa. Den NDR beriet er hinsichtlich seines Musikprogramms. Obwohl sich Wilhelm Furtwängler, Hermann Scherchen und Eugen Jochum persönlich für ihn verwendeten, blieb „der Flüchtling“ in fremder Umgebung jahrelang in untergeordneten und schlecht bezahlten Stellungen. 1951 zog Besch nach Geesthacht an der Elbe. Ein Jahr später ging er mit seiner Familie in die nordhessische Heimat seiner Frau, wo er mit 81 Jahren in Harleshausen starb.

„Meine Musik ist ohne den Zauber der ostpreußischen Landschaft nicht denkbar; ihr verdankt sie ihren Ursprung, von ihrem Atem ist sie bis in die kleinsten Züge erfüllt.“

## Kompositionen
Besch komponierte Werke für Klavier, Kammermusik verschiedener Besetzung (darunter drei bedeutende Streichquartette), Orchesterwerke von kleinerer Besetzung bis zur Sinfonietta für großes Orchester. Nach dem Zweiten Weltkrieg war Ostpreußen als Grundlage von Beschs kompositorischem Lebenswerk zerstört. Zahlreiche bekannte Dirigenten, die sich vor dem Kriege und auch noch während der Kriegszeit für seine Werke in vielen Aufführungen eingesetzt hatten, waren aus dem Konzertleben abgetreten oder mussten erst selbst wieder mühsam Fuß fassen; einige, wie der Königsberger Hermann Scherchen, lebten inzwischen im Ausland. Wie die ganze Kultur des Deutschen Ostens wurden Beschs Werke in Vergessenheit geschickt.
Schon als Junge schätzte Besch die literarischen und musikwissenschaftlichen Werke von E.T.A. Hoffmann. So hatte er das Libretto seiner Hoffmann-Oper der Biografie und drei Novellen von E.T.A. Hoffmann entnommen. Er hielt die Oper für sein „genialstes Werk“ und glaubte, dass „sie ihn einmal berühmt machen würde – aber erst in hundert Jahren, wenn die Zeit dafür reif sei“. Bis heute wurde die „Phantastische Oper in zwei Aufzügen (5 Bildern)“ nicht aufgeführt.

„Von der Romantik, die mich zunächst stark beherrscht hatte, kam ich mehr und mehr zum polyphonen Stil. Die allgemeine große Rückwendung zur Kontrapunktik des Barock ließ auch mich nicht unberührt. ... [Nach dem Krieg] habe ich mich von der Romantik losgesagt. Alles, was nach dem letzten Krieg entstand, ist mehr auf ein klar und logisch ausgesponnenes Linienspiel abgestimmt, die Tonsprache ist herber geworden und neigt eher zu lebendiger Motorik als zu gefühlsmäßig betontem Pathos.“

Erwin Kroll sieht Besch als „würdigen Jünger eines Schumann, Brahms und Pfitzner zwischen Romantik und Gegenwart“. Für den Chordirigenten Heinz von Schumann wurde Besch „totgeschwiegen“.

### Orchesterwerke
- Hoffmann-Ouverture (ausgeführt 1920 beim Tonkünstlerfest in Weimar)
- Aus einer alten Stadt. Fünf Stücke für Kammerorchester, 1955
- Kurische Suite, 1934
- Ostpreußische Tänze, 1936
- Ostpreußisches Bilderbuch, 1937–1938
- Konzert für Orchester, 1941–1942
- Samländische Idylle (beendigt nach dem Zweiten Weltkrieg)
- Divertimento für kleines Orchester, 1943
- Sinfonietta, 1958
- Sinfonietta II, 1960 (unvollendet)

### Kammermusik
- Streichquartett, 1935
- Streichquartett, 1947
- Streichquartett, 1953
- Trio für Klavier, Violine und Violoncello, 1960–1961
- Mittsommerlied für vier Streichinstrumente in einem Satz, 1913

### Vokalwerke
- Fünf Lieder auf Texte von Richard Dehmel, 1928
- Zwei Motetten auf Texte der Bibel für vierstimmigen Chor, 1938
- Fünf Lieder für Mezzo-Sopran-Stimme und Klavier nach Gedichten von Agnes Miegel, 1957
- Vier Lieder auf Texte von Agnes Miegel, 1961
- Marienlied. Berlin, Wiesbaden 1964[A 1]
- Hymne auf das Verlorene, 1963
- Drei Lieder im Volkston für vierstimmigen gemischten Chor, 1965

### Oper
- E.T.A. Hoffmann (1940–1945)

### Klavier
- Sonate, 1920
- Triptychon, 1952
- Klaviersonate in einem Satz, 1956[5]
- Klaviersonate, 1960

### Sonstiges
- Esslinger Turmmusik, 1954
- Violinsonate, 1958
- Violin-Klaviersonate, 1958
- Präludium für Orgel

## Im Zweiten Weltkrieg verloren gegangene Kompositionen
- Sonate für Violine und Klavier, 1911
- Lustspielouverture für Orchester, 1912
- Klaviertrio, 1919 (ausgeführt von Schröder, Wieck und Klemm)
- Arme Ninetta, Oper in einem Akt (ausgeführt in Königsberg 1926)
- Orchester Vorspiel, 1927
- Adventskantate für gemischten Chor, Bariton, Sopran und Orchester
- Auferstehungskantate, Requiem (ausgeführt 1930–1931 unter Bruno Vondenhoff in Königsberg und 1934 während der Nürnberger Sängerwoche)
- Konzert für Orgel und Orchester, 1932
- Weihnachtsmysterium, 1933
- Musik für Orchester, 1937
- Ostmark-Ouverture, 1938 (ausgeführt bei den Musiktagen in Düsseldorf)

## Erhältliche Aufnahmen
- Kammermusik und Lieder. Laumann, Dülmen 1986 (mit Klaviertrio, Triptychon für Klavier, Streichquartett 1953, Stimme im Dunkeln nach Texten von Richard Dehmel, Fünf Lieder für Mezzosopran und Klavier nach Texten von Agnes Miegel)
- Martin Weyer spielt Orgelmusik aus Pommern, West- und Ostpreußen (mit Präludium für Orgel). Deutsche Harmonia Mundi, Freiburg im Breisgau 1989
- Reflections. Musikproduktion Dabringhaus und Grimm, Detmold 1995 (mit Streichquartett Mittsommerlied)

## Nachlass
Otto Beschs Nachlass wurde von seiner Frau Erika und seinem Sohn Aribert gehütet und der Bayerischen Staatsbibliothek in München überlassen.

## Publikationen
- Erinnerungen, 1960 (Herausgegeben von Erika Besch mit einem Vorwort von Erwin Kroll, Kassel 1973)
- Engelbert Humperdinck, 1914 (Reprint Kessinger Publishing, 2010, ISBN 978-1165339839)
- mit Ruth Maria Wagner: Erinnerungen an Ostpreussen: 1890–1945. Leer 1992, ISBN 3792104911

## Ehrungen
- Staatlicher Ehrensold (1938)
- Kulturpreis der Landsmannschaft Ostpreußen (1958)
- Johann-Wenzel-Stamitz-Preis (1960)
- Verdienstorden der Bundesrepublik Deutschland, Bundesverdienstkreuz 1. Klasse (1960)

## Zitate
„Keiner vermag wie Otto Besch den Zauber samländischer Sommernächte, den Sonnenbrand über Heide und Moor, das Rauschen dunkler Wälder, den Wogenprall an der Ostseeküste, das Raunen alter Sagen, das Dorfleben mit Spiel und Tanz in Tönen einzufangen.“

„Besch wird als der bedeutendste ostpreußische Komponist der ersten Hälfte des 20. Jahrhunderts in die Musikgeschichte eingehen, und mehr als das: Er hat durch seine Musik ein Stück verlorener Heimat für uns, für unsere Herzen gerettet.“

„Fraglos ist Otto Besch unter den lebenden ostpreußischen Komponisten neben Heinz Tiessen die stärkste, innerlichste, einfallsreichste Begabung, ein Musiker, der sich vom Strom der ‚Welt‘ nicht treiben läßt, ein Künstler, der jedem Modebetrieb aus dem Wege geht.“